# Civitanova Marche-Montegranaro
Civitanova Marche-Montegranaro (wł. Stazione di Civitanova Marche-Montegranaro) – stacja kolejowa w Civitanova Marche, w prowincji Macerata, w regionie Marche, we Włoszech. Znajduje się na linii Adriatica (Ankona – Lecce). Administracyjnie stacja znajduje się w części zwanej Porto Civitanova i obsługuje również gminę Montegranaro.
Według klasyfikacji RFI ma kategorię srebrną.

## Linie kolejowe
- Linia Ankona – Bari
- Linia Civitanova Marche – Fabriano